# N-Metilfenetilamin
N-Metilfenetilamin (NMPEA), pozicioni izomer amfetamina, je prirodni trag aminski neuromodulator kod ljudi koji je izveden iz trag amina, fenetilamina (PEA). On je prisutan (< 1 μg/24 hrs.) u ljudskom urinu i formira se posredstvom feniletanolamin N-metiltransferazae sa fenetilaminom kao supstratom. PEA i NMPEA su alkaloidi koji su prisutni i u brojnim vrstama biljki. Neke od Acacia vrsta, kao što su A. rigidula, sadrže veoma visoke nivoe NMPEA (~2300–5300 ppm). NMPEA je takođe prisutan u niskim koncentracijama (< 10 ppm) u širokom opsegu namirnica.
| Biosintetički putevi za kateholamine i trag amine u ljudskom mozgu N-Metilfenetilamin primarni · put manje · zastupljeni · put N-metilfenetilamin, endogeno jedinjenje kod ljudi, je izomer amfetamina sa istim biološkim ciljem, TAAR1, G protein spregnutim receptorom koji modulira kateholaminsku neurotransmisiju. |

## Osobine
N-Metilfenetilamin je organsko jedinjenje, koje sadrži 9 atoma ugljenika i ima molekulsku masu od 135,206 .
| Osobina                  | Vrednost |
| ------------------------ | -------- |
| Broj akceptora vodonika  | 1        |
| Broj donora vodonika     | 1        |
| Broj rotacionih veza     | 3        |
| Particioni koeficijent ( | 1,7      |
| Rastvorljivost (logS, log(mol/L))       | -2,4     |
| Polarna površina (PSA, Å2)  | 12,0     |

## Literatura
- Clayden, Jonathan; Greeves, Nick; Warren, Stuart; Wothers, Peter (2001). Organic Chemistry (I изд.). Oxford University Press. ISBN 978-0-19-850346-0.
- Smith, Michael B.; March, Jerry (2007). Advanced Organic Chemistry: Reactions, Mechanisms, and Structure (6th изд.). New York: Wiley-Interscience. ISBN 0-471-72091-7.
- Katritzky A.R.; Pozharskii A.F. (2000). Handbook of Heterocyclic Chemistry (Second изд.). Academic Press. ISBN 0080429882.